# Holub novokaledonský
Holub novokaledonský (Drepanoptila holosericea) je druh ptáka z čeledi holubovití (Columbidae), jediný zástupce rodu Drepanoptila.

## Systematika
Za popisnou autoritu holuba novokaledonského je pokládán holandský přírodovědec Coenraad Jacob Temminck, jenž ptáka roku 1810 poprvé popsal pod binomickým jménem Columba Holosericea. V současnosti je tento druh řazen do monotypického rodu Drepanoptila, jenž popsal francouzský přírodovědec Charles Lucien Bonaparte roku 1855.
Rod Drepanoptila je blízce příbuzný barevným plodožravým holubům rodu Ptilinopus z jihovýchodní Asie a Oceánie a rodu holubů Alectroenas z ostrovů západního Indického oceánu.

## Výskyt
Holub novokaledonský představuje endemita Nové Kaledonie v Tichomoří, přičemž se vyskytuje jak na hlavním ostrově, tak na ostrově Île des Pins (Borovicový ostrov). Chybí na souostroví Loyauté. Preferovaným biotopem holuba novokaledonského jsou především okraje vlhkých lesů v nadmořské výšce 400 až 600 m, avšak jde o relativně přizpůsobivý druh, jenž obývá pralesy i druhotné lesy až do výšky asi 1000 m, stejně jako savany s porosty kajeputů (Melaleuca).

## Popis

Holub novokaledonský s patrnými světlými pruhy na křídlech

Holub novokaledonský dosahuje celkové délky těla 280–285 mm v případě samců a 250–275 mm v případě samic. Délka křídla u samců, resp. samic činí 154–160 mm, resp. 139–144 mm; délka ocasu činí 66–79 mm, délka zobáku 14–16 mm, délka běháku 26–30 mm a celková tělesná hmotnost 160–220 g. Svým zbarvením jde o prakticky nezaměnitelný druh holuba. Podkladové opeření těla je sytě zelené, s výraznými stříbřitými příčnými páskami na křídlech a ocase, které však chybí u juvenilních jedinců. Brada je bělavá, hruď zelená, zbytek spodních partií zelenožlutý, respektive žlutý na spodní straně ocasu. Zelenou a žlutavou plochu spodních partií odděluje úzký bílý a širší tmavý pásek. Zobák má tmavě zelené zbarvení, končetiny jsou matně červené a porůstá je husté bělavé opeření.

## Chování
Holub novokaledonský se živí především plody a bobulemi; jím obývaná stanoviště se většinou překrývají s výskytem stromů druhu mastnoplod úzkolistý (Elaeocarpus angustifolius), takže se dá očekávat, že je pták na požírání jeho plodů částečně specializován. Na plodících stromech se mohou krmit i celé skupinky těchto opeřenců. Holubi obývají především stromové patro, chovají se tiše a nenápadně a jejich pestré zbarvení jim v listoví slouží jako účinný maskovací vzor. Ozývají se hlubokými, pomalými a pravidelnými tóny „oo-oo-oo-oo“; za letu pak pomocí širokých, zakulacených křídel vydávají pozoruhodné hvízdání. Ve stromoví se pohybují spíše přímo po větvích než aktivním letem. Holub novokaledonský hnízdí v období od července až srpna do listopadu, podle pozorování v zajetí činí snůška 1 vejce, jež samice inkubuje asi 3 týdny, přičemž zhruba další 3 týdny trvá doba opeření mláďat. O stavbu hnízda, relativně křehké stavby z větviček, stejně jako o rodičovskou péči zodpovídá samice sama, stejné chování se objevuje i u zástupců rodu Ptilinopus (konkr. u holuba oranžového, odb. Ptilinopus victor).

## Ohrožení
Mezinárodní svaz ochrany přírody (IUCN) považuje holuba novokaledonského ve svém vyhodnocení stavu ohrožení za téměř ohrožený druh. Hlavní hrozba pramení z potenciálního zvýšení loveckého tlaku, doposud velmi nízkého v důsledku kvót na střelivo. Určité nebezpečí může pramenit i ze ztráty přirozeného prostředí. Celková populace holuba novokaledonského čítá asi 140 000 jedinců.